# Orasema festiva
Orasema festiva är en stekelart som först beskrevs av Fabricius 1804.  Orasema festiva ingår i släktet Orasema och familjen Eucharitidae. Inga underarter finns listade i Catalogue of Life.